# 위트레흐트 네트워크

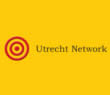

위트레흐트 네트워크(Utrecht Network)는 유럽 대학교 간 네트워크이다. 1987년에 설립됐으며, 본부는 영국 킹스턴어폰헐에 위치한다. 3차 교육의 국제화 증진을 목적으로 한다. 여름 계절 학기 기간에 교직원 및 학생 교류와 공동 학위 수여가 이루어진다.

## 참여 대학교
- 오스트리아: 그라츠 대학교
- 벨기에: 앤트워프 대학교
- 체코: 마사리코바 대학교
- 덴마크: 오르후스 대학교
- 에스토니아: 타르투 대학교
- 핀란드: 헬싱키 대학교
- 프랑스
  - 릴 노르 드 프랑스 대학 (릴 1: 과학·기술대학교/ 릴 2: 보건·법과대학교/ 릴 3: 샤를 드 골 대학교), 스트라스부르 대학교
- 독일
  - 보훔 루르 대학교, 라이프치히 대학교
- 그리스: 테살로니키 아리스토텔레스 대학교
- 헝가리: 외트뵈시 로란드 대학교
- 아일랜드: 코크 대학교
- 이탈리아: 볼로냐 대학교
- 라트비아: 라트비아 대학교
- 리투아니아: 빌뉴스 대학교
- 몰타: 몰타 대학교
- 네덜란드
  - 위트레흐트 예술 대학, 위트레흐트 대학교
- 노르웨이: 베르겐 대학교
- 폴란드: 야기에우워 대학교
- 포르투갈: 코임브라 대학교
- 루마니아: 알렉산드루 이온 쿠자 대학교
- 슬로바키아: 코메니우스 대학교
- 슬로베니아: 류블랴나 대학교
- 스페인: 마드리드 콤플루텐세 대학교
- 스위스: 바젤 대학교
- 영국: 퀸스 대학교 벨파스트
- 튀르키예: 보스포루스 대학교